# ياب ميتز
ياب ميتز (بالهولندية: Jaap Metz)‏ هو صحفي وسياسي هولندي، ولد في 6 أغسطس 1941 في أمستردام في هولندا، وتوفي في 27 مايو 2016 في هارلم في هولندا. حزبياً، نشط في حزب الشعب من أجل الحرية والديمقراطية. وقد انتخب عضو مجلس نواب هولندا ‏.